# Speia
Speia là một chi bướm đêm thuộc họ Noctuidae.

## Loài
- Speia vuteria (Stoll, [1790])